# Ceratophyllus spinosus
Ceratophyllus spinosus är en loppart som beskrevs av Wagner 1903. Ceratophyllus spinosus ingår i släktet Ceratophyllus och familjen fågelloppor. Inga underarter finns listade i Catalogue of Life.